# Gare de Rome-Prenestina
La gare de Rome-Prenestina, (en italien : Stazione di Roma Prenestina), est une gare de Rome située dans le quartier de Collatino à l'est de la ville.

## Desserte des voyageurs

### Desserte
Elle est desservie par des trains de la ligne ferroviaire régionale du Latium FL2 du Service ferroviaire suburbain de Rome.